# Moshe Feldenkrais
Moshé Pinchas Feldenkrais byl ukrajinsko-izraelský inženýr a fyzik, známý jako zakladatel Feldenkraisovy metody, systému tělesného cvičení, jehož cílem je zlepšit fungování lidského těla zvýšením sebeuvědomění prostřednictvím pohybu.

## Život
Moshé Pinchas Feldenkrais se narodil v roce 1904 ukrajinské židovské rodině v tehdejším Rusku ve městě Slavuta a vyrůstal v Baranavičy. Jméno Pinchas získal podle svého předka, známého rabína. V r. 1918 krátce po skončení první světové války, ve svých 14 letech, odešel z domova a po půlroční cestě, z níž většinu absolvoval pěšky, žil v Tel Avivu, který byl v té době malou komunitou židovských osadníků. Pracoval nejprve jako dělník, v roce 1925 složil maturitu na Gymnasiu Herzliya. Po absolutoriu pracoval jako kartograf pro britskou geodetickou kancelář. Ve volném čase sportoval, věnoval se i bojovým uměním (Ju-Jitsu). V roce 1929 si při fotbalu vážně poranil koleno, později se toto zranění ještě opakovalo a zhoršilo. To Feldenkraise přivedlo k vývoji vlastní metody léčení.
V roce 1928 se odstěhoval do Francie, studoval fyziku, matematiku a strojní inženýrství na École Spéciale des Travaux Publics. Získal titul doktora věd a pracoval jako asistent Frédérica Joliot-Curie. Stále se také věnoval sportu, v září 1933 se seznámil s Jigoro Kanem, zakladatelem moderního juda. Stal se spoluzakládajícím členem Ju-Jitsu Club de France, jednoho z nejstarších dosud existujících klubů juda. Byl jedním z prvních Evropanů, kteří získali černý pás.
V roce 1940 v předvečer nacistické invaze do Francie uprchl do Británie. Do roku 1946 působil ve výzkumu jako důstojník námořnictva. Jeho práce na vylepšení sonaru vedla k několika patentům. Své spolupracovníky učil technikám sebeobrany. Když mu lékaři doporučili operaci kolene, ale s pouze padesátiprocentní zárukou úspěšnosti, rozhodl se léčit se sám a operaci nepodstoupil. Začal vyvíjet vlastní techniku rehabilitace pomocí sebepozorování. Tuto techniku později propagoval při přednáškách, experimentálních kurzech i individuálních lekcích. Vytvořil ji jako syntézu svých rozsáhlých znalostí a zkušeností z bojových umění a experimentálního zkoumání pohybových procesů. Při objevování cesty k navození optimální funkce vycházel z poznatků fyziky, biomechaniky, fyziologie, neurověd, biologie, anatomie, teorií učení, psychologie i z pozorování dětského vývoje. Nemluvňata a děti pozoroval v ordinaci své ženy - s Yonou Rubensteinovou, dětskou lékařskou, se oženil v r. 1938, později se rozvedli.
Samoléčba mu umožnila opět cvičit a vyučovat judo. Publikoval několik knih o sebeobraně nebo judu. V r. 1935 revidované vydání hebrejské knihy o jujitsu ve francouzštině nazvané La défense du faible contre l´agresseur, v r. 1938 ABC du Judo, v r. 1942 příručku sebeobrany Practical Unarmed Combat, and Judo.
Po skončení války odešel od námořnictva a v r. 1946 se přestěhoval do Londýna, kde pracoval jako konzultant v soukromém průmyslu. V roce 1949 vydal první knihu o své metodě Body and Mature Behavior: A Study of Anxiety, Sex, Gravitation and Learning.

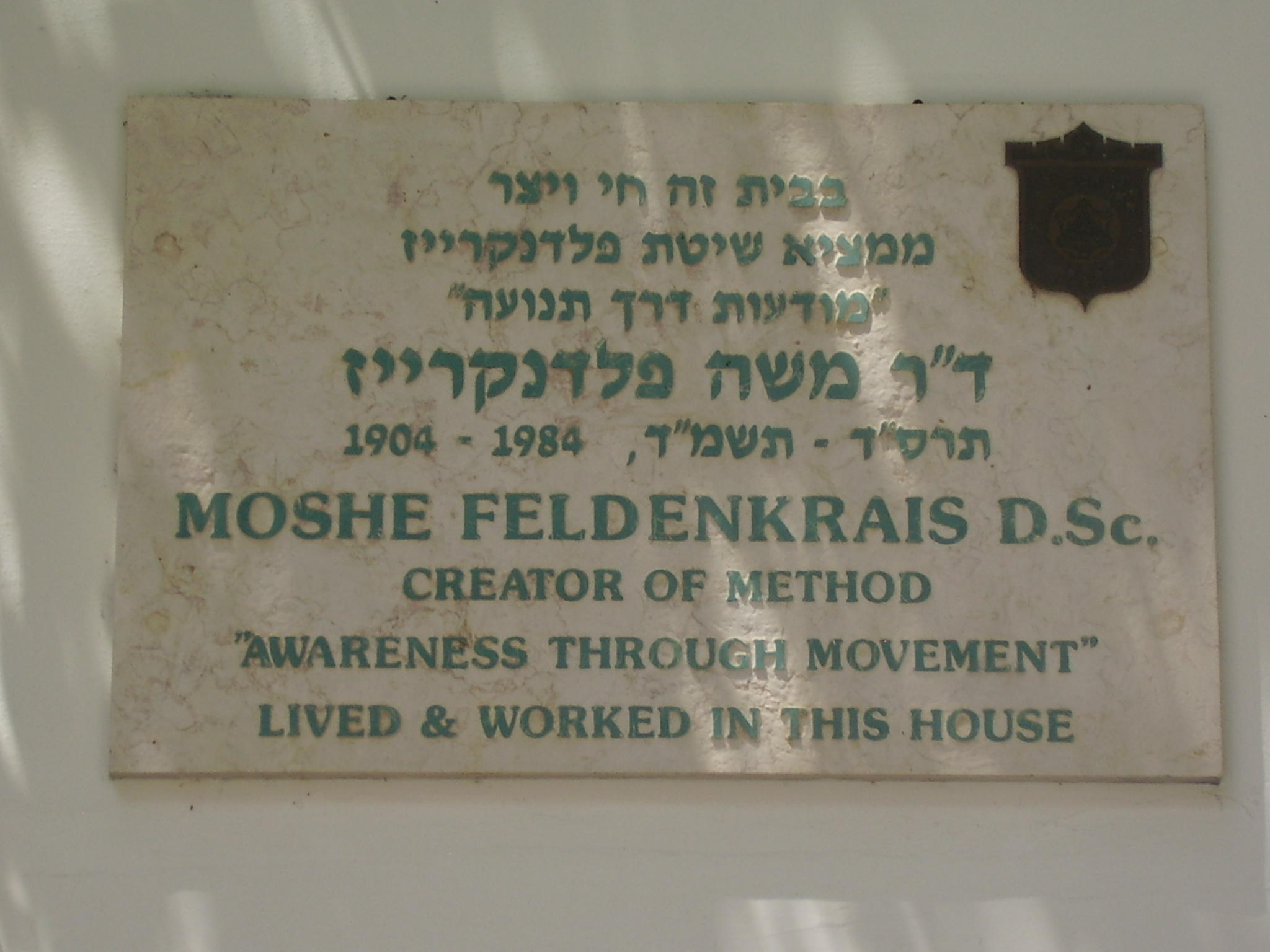
Pamětní deska v Tel Avivu

V padesátých letech se vrátil do Izraele. Nejprve pracoval na obranném systému v oblasti Haify. Kolem roku 1954 přesídlil natrvalo do Tel Avivu a začal své cvičení učit na plný úvazek. Jeho asi nejznámějším klientem byl David Ben Gurion, izraelský předseda vlády, s nímž začal pracovat v r. 1957, pracoval ale např. i s dětmi s mozkovou obrnou a s mnoha dalšími typy lidí.
V r. 1960 vydal knihu Mind and Body a další knihu Bodily Expression. V r. 1967 publikoval Improving the Ability to Perform, nazvanou v anglickém vydání roku 1972 Awareness through Movement. V r. 1977 publikoval The Case of Nora a v r. 1981 The Elusive Obvious.
V letech 1969-1971 vyškolil prvních 12 lektorů, potom byl pozván do Spojených států, kam se během následujících jedenácti let často vracel a školil velké skupiny (především lékařů) v San Francisku a v Amherstu v Massachusetts. Cestoval a přednášel i v mnoha dalších zemích světa. Své cvičení si nechal patentovat jako metodu (přes sporný a často diskutovaný význam tohoto pojmu) a podporoval vznik právně zaregistrovaných otevřených sdružení (Feldenkrais Guild®) v jednotlivých zemích světa, aby mohla fungovat a usnadnila se komunikace mezi absolventy čtyřletých studijních programů a aby nedošlo k degradaci metody na čistě rehabilitační techniku. Tvrdil, že jeho metoda není způsob učení ani provádění terapie. Hlavním cílem je vytvářet podmínky pro učení. V praxi to znamenalo, že navzdory očekávání druhých a občas zdánlivě proti svému vlastnímu zájmu odmítal lidem radit, co mají dělat. Preferoval říkat ano i ne zároveň, což je vidět z principu, jakým jsou vystavěny jeho hodiny. Ačkoli tvrdil, že nikomu neradí jen proto, že si váží integrity každého jedince, jeho chování působilo podle výpovědí řady jeho studentů až podivně. Odmítal se zatěžovat názory a očekáváními druhých. Mnoho lidí, dokonce i jeho žáků, z něj mělo strach. Ale s dětmi, s nimiž pracoval, dokázal okamžitě navázat velmi otevřený kontakt a vytvořit jim prostředí, ve kterém se cítily absolutně v bezpečí. Tvrdil, že i nejmenší dítě je jedinečně inteligentní.
Roku 1981 musel s výukou skončit a v roce 1984 v Tel Avivu zemřel pokojnou smrtí ve věku osmdesáti let.
Odhaduje se, že dnes je na světě 7 000 certifikovaných trenérů Feldenkraisovy metody.

## Dílo
Překlady do češtiny
- FELDENKRAIS, Moshé. Feldenkraisova metoda. Překlad René Souček. Praha: Portál, 2023. 392 s. (Klasici). ISBN 978-80-262-2086-2.
- FELDENKRAIS, Moshé. Silné Já. Překlad Gabriela Kalinová. Praha: Pragma, 2014. 316 s. ISBN 978-80-7349-405-6.